# Nightwatch
Nightwatch er en amerikansk gyserfilm fra 1998 instrueret af Ole Bornedal der også skrev filmen i samarbejde med Steven Soderbergh. Filmen er et amerikansk remake af Bornedals egen danske film Nattevagten.

## Medvirkende
| Skuespiller       | Rolle                       |
| ----------------- | --------------------------- |
| Ewan McGregor     | Martin Bells                |
| Patricia Arquette | Katherine                   |
| Josh Brolin       | James Gallman               |
| Lauren Graham     | Marie                       |
| Nick Nolte        | Inspector Thomas Cray       |
| Brad Dourif       | Duty Doctor                 |
| Alix Koromzay     | Joyce                       |
| Lonny Chapman     | Old Watchman                |
| John C. Reilly    | Deputy Inspector Bill Davis |